# Râul Scroafa, Archita
Râul Scroafa (germ. Saubach) este un curs de apă, afluent al râului Tarnava Mare. 